# Сатыбалды, Азамат
Азамат Сатыбалды (каз. Азамат Сатыбалды; 2 ноября 1977; Луговое, Джамбулская область, КазССР, СССР) — казахстанский актёр драматического театра, кино, телевидения, озвучивания и дубляжа, продюсер. Заслуженный деятель Казахстана (2014).  Президент киностудии «Казахфильм» (с июля 2023 года). Ректор Казахской Национальной академии искусств им. Т. Жургенова (с 14 февраля 2022 года по июль 2023 года).

## Биография
Азамат Сатыбалды родился 2 ноября 1977 года в селе Луговое района Турара Рыскулова Жамбылской области.
В 1997 году поступил в Академию искусств имени Т. Жургенова, в 2000 году направлен на дипломную защиту в Кустанайский областной театр драмы.
В 2001 году получил диплом и устроился актёром в Казахский государственный академический театр драмы имени М. О. Ауэзова.
С 27 декабря 2018 года по 12 февраля 2022 года — директор Казахского государственного академического театр для детей и юношества имени Г. Мусрепова.
В 2017 году открыл киностудию под названием «Cinema 28» и собственный театр под названием «28 THEATRE». Первая постановка театра поставила спектакль режиссёра Айдына Сахамана «Продайте своего мужа», поставленный по одноимённой комедии Михаила Задорнова.
14 февраля 2022 года назначен ректором Казахской Национальной академии искусств им. Т. Жургенова.
В июле 2023 года назначен президентом киностудии «Казахфильм».

## Основные роли на сцене
Из казахской классики и современной драматургии:
- Айдар в «Абае», Нарша в «Карагозе» (реж. Б. Атабаев)
- Кебек в «Енлик — Кебек» (реж. Х. Амир — Темир)
- Хлыновский в «Лихой године» М. Ауэзова (реж. А. Рахимов)
- Долгоносов в «Одержимом» Д. Исабекова (реж. Е. Обаев)
- Козы в спектакле «Поэма о любви» Г. Мусрепова («Козы Корпеш — Баян сулу») (реж. К. Сугурбеков)
- Кумар в «Ангеле с дьявольским лицом» Р. Мукановой (реж. Б. Атабаев)
- Туркмен в комедии «Все же жив Ходжа Насреддин» Т. Нурмаганбетова (реж. О. Кенебаев)
- Доскел в «Прощании со старым домом» (реж. Е. Обаев)
- Медбрат в спектакле «Поэт… Ангел… Любовь» Т. әл — Тарази (реж. А. Рахимов)
- Газиз в драме «Печаль любви моей» И. Сапарбая (реж. Е. Обаев, Т. Аралбай)
- Коля в комедии «Смеяться или плакать?» Е. Жуасбека (реж. М. Ахманов)
- Сын в драме «Великий и Вор» Т. Абдикова (реж. Е. Обаев, Е. Нурсултан)
- Бейбарыс в спектакле «Султан Бейбарыс» Р. Отарбаева (реж. Ю. Ханинга — Бекназар)
- Доктор в метафизической драме «И сниться жизнь» Ж. Ергалиева (реж. Е. Нурсултан)
- Коркут в спектакле «Заклятие Коркута» И. Гайыпа (реж. И. Вайткус) и др.

Из мировой классики и современной драматургии:
- Тибальт в трагедии «Ромео и Джульетта» Шекспира (перевод А. Кекилбаева, рж. О. Салимов)
- Гамлет в «Гамлете» (реж. Ю. Ханинга — Бекназар)
- Эгмонт Клаузен в спектакле «Перед заходом солнца» (реж. Р. Андриасян)
- Фархад в «Фархад — Шырын» Н. Хикмета (реж. А. Ашимов)
- Сагын в «Преступлении» М. Байджиева (реж. О. Акжаркын — Сарсенбек)

## Фильмография
|    | Год       | Название                               | Роль                         | Режиссёр                                          |
| -- | --------- | -------------------------------------- | ---------------------------- | ------------------------------------------------- |
| 1  | 2001—2003 | Саранча (телесериал, Казахстан)        | Ерлан                        | Алексей Григорьев (II), Галина Ефимова            |
| 2  | 2011      | К вам едет доктор Ахметова             | врач Ринат                   | Дмитрий Карабецкий                                |
| 3  | 2011      | Гашык журек 2 (комедия)(Казахстан)     | Музарт тобының директоры     | Жасулан Пошанов                                   |
| 4  | 2012      | Бир кем дуние                          | Кайрат                       | Тулеген Бейсет                                    |
| 5  | 2012      | Одноклассники (сериал, Казахстан)      | Даулет Егоров (главная роль) | Эля Гильман, Елена Лисасина, Игорь Пискунов       |
| 6  | 2012      | Встречная проверка                     | Даулет                       | Дархан Кожахан                                    |
| 7  | 2012      | Парыз (сериал, Казахстан)              | Нартай (главная роль)        | Жасулан Пошанов                                   |
| 8  | 2014      | Осторожно, корова (комедия)(Казахстан) | Марлен                       | Аскар Узабаев                                     |
| 9  | 2014      | Кара Шанырак (сериал, Казахстан)       | Алишер (главная роль)        | Канагат Мустафин, Елена Лисасина, Айдын Сахаманов |
| 10 | 2015      | Рэкетир 2                              | Касым                        | Ахан Сатаев                                       |
| 11 | 2017      | Ради тебя                              | Аскар (главная роль)         | Ардак Толеутай                                    |
| 12 | 2019      | Томирис                                | Каваз                        | Ахан Сатаев                                       |

## Награды
- 2002 —  Лауреат премии Союза Молодежи Казахстана «Серпер»[8]
- 2014 — Заслуженный деятель Казахстана[9][10]
- 2016 — Медаль «25 лет независимости Республики Казахстан»
- 2021  — Кавалер ордена "Құрмет" [8]
- 2024 — За вклад тюркского мира в театральное искусство"[8]

## Семья
Жена — Назгуль Карабалина (род. 1977) казахская актриса театра, продюсер. Воспитывает сына.